# Alekszandr Mihajlovics Pisvanov
Alekszandr Mihajlovics Pisvanov, oroszul: Александр Михайлович Пишванов, Orosz Birodalom, Novocserkasszk közelében 1893. október 21. - Amerikai Egyesült Államok, New York, 1964.) egy híres első világháborús vadászpilóta volt. Első világháborús szolgálata során 5 igazolt légi győzelmet szerzett. Az első világháború után kivándorolt Amerikába.

## Élete
1893-ban született az Orosz Birodalomban.
Első légi győzelmét 1917. március 21-én szerezte meg, Nieuport 21-es repülőgépével. Rá egy hétre 28-án ismét győzelmet aratott, mikor egy Two - Seatert (Kétüléses gép) lőtt le. Pisvanov a 10. Légi Különítmény pilótája volt. Utolsó (5.) légi győzelmét 1917. július 7-én szerezte meg, és ezzel ászpilótává avatta magát.
A háború után kivándorolt Amerikába. 1964-ben hunyt el, 71 éves korában.

## Légi győzelmei
| No. | Dátum             | Beosztási hely       | Repülőgép   | Ellenfél              |
| --- | ----------------- | -------------------- | ----------- | --------------------- |
| 1   | 1917. március 21. | 10. Légi Különítmény | Nieuport 21 | Two-seater            |
| 2   | 1917. március 28. | 10. Légi Különítmény | Nieuport 21 | Two-seater            |
| 3   | 1917. június 26.  | 10. Légi Különítmény | Nieuport 21 | Two-seater            |
| 4   | 1917. július 4.   | 10. Légi Különítmény | Nieuport 21 | Hansa-Brandenburg C.I |
| 5   | 1917. július 7.   | 10. Légi Különítmény | Nieuport 21 | Two-seater            |

## Lásd még
- Oroszország történelme
- Első világháború
- Az Orosz Birodalom első világháborús ászpilótái